# 勐宋乡
勐宋乡，是中华人民共和国云南省西双版纳傣族自治州勐海县下辖的一个乡镇级行政单位。

## 行政区划
勐宋乡下辖以下地区：
曼迈村、曼方村、曼金村、曼吕村、蚌冈村、三迈村、糯有村、大安村和蚌龙村。